# قائمة رؤساء أذربيجان
هذه هي قائمة رؤساء الدول الأذربيجانية من عام 1918 حتى الوقت الحاضر. تولى 25 شخصًا رئاسة الدولة الأذربيجانية منذ إنشائها في عام 1918. وهي تضم قادة جمهورية أذربيجان الديمقراطية قصيرة العمر (1918-1920) وأذربيجان السوفيتية (1920-1991) وعصر ما بعد الاتحاد السوفيتي.

## القائمة

### جمهورية أذربيجان الديمقراطية (1918-1920)
رئيس المجلس الوطني الأذربيجاني
| No. | الرئيس (الميلاد–الوفاة) | الرئيس (الميلاد–الوفاة)                               | فترة الحكم   | فترة الحكم    | فترة الحكم | الحزب  | الحكومة         | الانتخابات | المراجع |
| No. | الصورة | الاسم                                                 | استلم المنصب | ترك المنصب    | المدة      | الحزب  | الحكومة         | الانتخابات | المراجع |
| --- | --- | ----------------------------------------------------- | ------------ | ------------- | ---------- | ------ | --------------- | ---------- | ------- |
| 1   | | محمد أمين رسول زاده Məmməd Əmin Rəsulzadə (1884–1955) | 28 مايو 1918 | 7 ديسمبر 1918 | 193 يوم    | مسافات | حكومة رسول زاده | 1918       | [ 1 ]   |
| 1   | يعتبر أول رئيس بالمعنى الحديث؛ انتصر في معركة باكو. بقي على الحياد فيما يتعلق بالحرب الأهلية الروسية؛ أنشأ القوات المسلحة الأذرية. | محمد أمين رسول زاده Məmməd Əmin Rəsulzadə (1884–1955) |              |               |            |        |                 |            | [ 1 ]   |

رئيس مجلس النواب
| No. | رئيس البرلمان (الميلاد–الوفاة)                         | رئيس البرلمان (الميلاد–الوفاة)                           | فترة الحكم    | فترة الحكم    | فترة الحكم      | الحزب          | الحكومة          | الانتخابات | المراجع |
| No. | الصورة                                                 | الاسم                                                    | استلم المنصب  | ترك المنصب    | المدة           | الحزب          | الحكومة          | الانتخابات | المراجع |
| --- | ------------------------------------------------------ | -------------------------------------------------------- | ------------- | ------------- | --------------- | -------------- | ---------------- | ---------- | ------- |
| 1   |                                                        | عليمردان باي توبجوباشيف Əlimərdan Topçubaşov (1862–1934) | 7 ديسمبر 1918 | 27 أبريل 1920 | 1 سنة و142 أيام | اتفاق المسلمين | حكومة توبجوباشيف | 1918       | [ 2 ]   |
| 1   | حقق الاعتراف "الفعلي" بـ جمهورية أذربيجان الديمقراطية. | عليمردان باي توبجوباشيف Əlimərdan Topçubaşov (1862–1934) |               |               |                 |                |                  |            | [ 2 ]   |

### جمهورية ما وراء القوقاز الاشتراكية السوفيتية (1922–1936) وجمهورية أذربيجان الاشتراكية السوفيتية (1936–1991)
رئيس هيئة رئاسة الحزب الشيوعي الأذربيجاني الاشتراكية السوفياتية
| No. | الرئيس (الميلاد–الوفاة)                                                          | الرئيس (الميلاد–الوفاة)                            | فترة الحكم     | فترة الحكم     | فترة الحكم | الحزب         | الانتخابات | المراجع |
| No. | الصورة                                                                           | الاسم                                              | استلم المنصب   | ترك المنصب     | المدة      | الحزب         | الانتخابات | المراجع |
| --- | -------------------------------------------------------------------------------- | -------------------------------------------------- | -------------- | -------------- | ---------- | ------------- | ---------- | ------- |
| 1   |                                                                                  | ميرزا داود حسينوف Mirzə Davud Hüseynov (1894–1938) | 28 أبريل 1920  | 23 يوليو 1920  | 86 يوم     | الحزب الشيوعي | —          | [ 3 ]   |
| 1   | خلال التطهير الكبير، اعتقل واتهم بالتآمر ضد الدولة السوفيتية وحكم عليه بالإعدام. | ميرزا داود حسينوف Mirzə Davud Hüseynov (1894–1938) |                |                |            |               |            | [ 3 ]   |
| 2   |                                                                                  | فيكتور نانيشفيلي Viktor Naneyşvili (1878–1940)     | 23 يوليو 1920  | 9 سبتمبر 1920  | 48 يوم     | الحزب الشيوعي | —          | [ 4 ]   |
|     | خلال التطهير الكبير، اعتقل واتهم بالتآمر ضد الدولة السوفيتية وحكم عليه بالإعدام. | فيكتور نانيشفيلي Viktor Naneyşvili (1878–1940)     |                |                |            |               |            | [ 4 ]   |
| 3   |                                                                                  | ايلينا ستاسوفا Yelena Stasova (1873–1966)          | 9 سبتمبر 1920  | 15 سبتمبر 1920 | 6 أبام     | الحزب الشيوعي | —          | [ 5 ]   |
| 3   |                                                                                  |                                                    |                |                |            |               |            | [ 5 ]   |
| 4   |                                                                                  | فلاديمير دومبادزي Vladimir Dumbadze (1879–1934)    | 15 سبتمبر 1920 | 24 نوفمبر 1920 | 70 يوم     | الحزب الشيوعي | —          | [ 6 ]   |
| 4   | خلال التطهير الكبير، اعتقل واتهم بالتآمر ضد الدولة السوفيتية وحكم عليه بالإعدام. | فلاديمير دومبادزي Vladimir Dumbadze (1879–1934)    |                |                |            |               |            | [ 6 ]   |

السكرتير التنفيذي للحزب الشيوعي الأذربيجاني الاشتراكي السوفيتي
| No. | السكرتير (الميلاد–الوفاة)                                                        | السكرتير (الميلاد–الوفاة)                     | فترة الحكم     | فترة الحكم    | فترة الحكم | الحزب         | الانتخابات | المراجع |
| No. | الصورة                                                                           | الاسم                                         | استلم المنصب   | ترك المنصب    | المدة      | الحزب         | الانتخابات | المراجع |
| --- | -------------------------------------------------------------------------------- | --------------------------------------------- | -------------- | ------------- | ---------- | ------------- | ---------- | ------- |
| 1   |                                                                                  | جريجوري كامينسكي Qriqori Kaminski (1895–1938) | 24 أكتوبر 1920 | 24 يوليو 1921 | 273 يوم    | الحزب الشيوعي | —          | [ 7 ]   |
| 1   | خلال التطهير الكبير، اعتقل واتهم بالتآمر ضد الدولة السوفيتية وحكم عليه بالإعدام. | جريجوري كامينسكي Qriqori Kaminski (1895–1938) |                |               |            |               |            | [ 7 ]   |

السكرتير الأول للحزب الشيوعي الأذربيجاني الاشتراكي السوفيتي
| No. | السكرنير الأول (الميلاد–الوفاة) | السكرنير الأول (الميلاد–الوفاة)                    | فترة الحكم     | فترة الحكم     | فترة الحكم         | الحزب         | الانتخابات | المراجع |
| No. | الصورة | الاسم                                              | استلم المنصب   | ترك المنصب     | المدة              | الحزب         | الانتخابات | المراجع |
| --- | --- | -------------------------------------------------- | -------------- | -------------- | ------------------ | ------------- | ---------- | ------- |
| 1   | | سيرجي كيروف Sergey Kirov (1886–1934)               | 24 يوليو 1921  | 5 يناير 1925   | 168 يوم            | الحزب الشيوعي | —          | [ 8 ]   |
| 1   | لعب دورًا مهمًا في المساعدة على إيصال نفط باكو إلى روسيا السوفيتية.                                                                              | سيرجي كيروف Sergey Kirov (1886–1934)               |                |                |                    |               |            | [ 8 ]   |
| 2   | | روح الله أخوندوف Ruhulla Axundov (1897–1938)       | 5 يناير 1925   | 21 يناير 1926  | 1 سنة و1 يوم       | الحزب الشيوعي | —          | [ 9 ]   |
| 2   | خلال التطهير الكبير، اعتقل واتهم بالتآمر ضد الدولة السوفيتية وحكم عليه بالإعدام.                                                               | روح الله أخوندوف Ruhulla Axundov (1897–1938)       |                |                |                    |               |            | [ 9 ]   |
| 3   | | ليفون ميرزويان Levon Mirzoyan (1887–1939)          | 21 يناير 1926  | 11 يوليو 1929  | 3 سنوات و171 أيام  | الحزب الشيوعي | —          | [ 10 ]  |
| 3   | قمع المثقفين الأذريين والقادة الشيوعيين الذين تعاطفوا مع المعارضة أو الذين ربما كانوا يميلون إلى القومية التركية.                              | ليفون ميرزويان Levon Mirzoyan (1887–1939)          |                |                |                    |               |            | [ 10 ]  |
| 4   | | نيكولاي جيكالو Nikolay Gikalo (1897–1938)          | 11 يوليو 1929  | 5 أغسطس 1930   | 1 سنة و25 أيام     | الحزب الشيوعي | —          | [ 11 ]  |
| 4   | خلال التطهير الكبير، اعتقل واتهم بالتآمر ضد الدولة السوفيتية وحكم عليه بالإعدام.                                                               | نيكولاي جيكالو Nikolay Gikalo (1897–1938)          |                |                |                    |               |            | [ 11 ]  |
| 5   | | فلاديمير بولونسكي Vladimir Polonski (1893–1937)    | 5 أغسطس 1930   | 7 فبراير 1933  | 2 سنوات و186 أيام  | الحزب الشيوعي | —          | [ 12 ]  |
| 5   | خلال التطهير الكبير، اعتقل واتهم بالتآمر ضد الدولة السوفيتية وحكم عليه بالإعدام.                                                               | فلاديمير بولونسكي Vladimir Polonski (1893–1937)    |                |                |                    |               |            | [ 12 ]  |
| 6   | | روبن روبينوف Ruben Rubenov (1894–1937)             | 7 فبراير 1933  | 10 ديسمبر 1933 | 306 يوم            | الحزب الشيوعي | —          | [ 13 ]  |
| 6   | خلال التطهير الكبير، اعتقل واتهم بالتآمر ضد الدولة السوفيتية وحكم عليه بالإعدام.                                                               | روبن روبينوف Ruben Rubenov (1894–1937)             |                |                |                    |               |            | [ 13 ]  |
| 7   | | مير جعفر باغيروف Mir Cəfər Bağırov (1896–1956)     | 10 ديسمبر 1933 | 6 أبريل 1953   | 19 سنوات و117 أيام | الحزب الشيوعي | —          | [ 14 ]  |
| 7   | أتبع أوامر ستالين بدون سؤال. قمع المثقفين الأذريين والقادة الشيوعيين الذين تعاطفوا مع المعارضة أو الذين ربما كانوا يميلون إلى القومية التركية. | مير جعفر باغيروف Mir Cəfər Bağırov (1896–1956)     |                |                |                    |               |            | [ 14 ]  |
| 8   | | مير تيمور ياغوبوف Mir Teymur Yaqubov (1904–1970)   | 6 أبريل 1953   | 17 فبراير 1954 | 317 أيام           | الحزب الشيوعي | —          | [ 15 ]  |
| 8   | |                                                    |                |                |                    |               |            | [ 15 ]  |
| 9   | | إمام مصطفاييف Imam Mustafayev (1910–1997)          | 17 فبراير 1954 | 10 يوليو 1959  | 5 سنوات و143 أيام  | الحزب الشيوعي | —          | [ 16 ]  |
| 9   | عادت اللغة الأذرية لغة رسمية لجمهورية أذربيجان الاشتراكية السوفياتية.                                                                          | إمام مصطفاييف Imam Mustafayev (1910–1997)          |                |                |                    |               |            | [ 16 ]  |
| 10  | | فالي أخوندوف Vəli Axundov (1916–1986)              | 10 يوليو 1959  | 14 يوليو 1969  | 10 سنوات و4 أيام   | الحزب الشيوعي | —          | [ 17 ]  |
| 10  | يُنسب إليه الفضل في أذربيجان لرفض مطالبات أرمينيا بشأن إقليم مرتفعات قرة باغ ذاتي الحكم في عام 1965.                                            | فالي أخوندوف Vəli Axundov (1916–1986)              |                |                |                    |               |            | [ 17 ]  |
| 11  | | حيدر علييف Heydər Əliyev (1923–2003)               | 14 يوليو 1969  | 3 ديسمبر 1982  | 13 سنوات و142 أيام | الحزب الشيوعي | —          | [ 18 ]  |
| 11  | حسن الظروف الاقتصادية مؤقتًا وعزز الصناعات البديلة لصناعة النفط المتدهورة.                                                                      | حيدر علييف Heydər Əliyev (1923–2003)               |                |                |                    |               |            | [ 18 ]  |
| 12  | | كامران باغيروفKamran Bağırov (1933–2000)           | 3 ديسمبر 1982  | 21 مايو 1988   | 5 سنوات و170 أيام  | الحزب الشيوعي | —          | [ 19 ]  |
| 12  | تعرض لانتقادات شديدة بسبب تدهور الأوضاع الاقتصادية في أذربيجان.                                                                                | كامران باغيروفKamran Bağırov (1933–2000)           |                |                |                    |               |            | [ 19 ]  |
| 13  | | عبد الرحمن فازيروف Əbdürrəhman Vəzirov (1930–2022) | 21 مايو 1988   | 25 يناير 1990  | 1 سنة و249 أيام    | الحزب الشيوعي | —          | [ 20 ]  |
| 13  | كان لديه تطلعات للإصلاح السياسي لكنه لم يستطع التعامل بشكل فعال مع الوضع السياسي المعقد في أذربيجان.                                           | عبد الرحمن فازيروف Əbdürrəhman Vəzirov (1930–2022) |                |                |                    |               |            | [ 20 ]  |
| 14  | | أياز مطلبوف Ayaz Mütəllibov (ولد 1938)             | 25 يناير 1990  | 14 سبتمبر 1991 | 1 سنة و232 أيام    | الحزب الشيوعي | —          | [ 21 ]  |
| 14  | يناير الأسود | أياز مطلبوف Ayaz Mütəllibov (ولد 1938)             |                |                |                    |               |            | [ 21 ]  |

### جمهورية أذربيجان (1991–الآن)
| No. | الرئيس (الميلاد–الوفاة) | الرئيس (الميلاد–الوفاة)                                       | فترة الحكم     | فترة الحكم     | فترة الحكم      | الحزب                       | الانتخابات          | المراجع |
| No. | الصورة | الاسم                                                         | استلم المنصب   | ترك المنصب     | المدة           | الحزب                       | الانتخابات          | المراجع |
| --- | --- | ------------------------------------------------------------- | -------------- | -------------- | --------------- | --------------------------- | ------------------- | ------- |
| 1   | | أياز مطلبوف (بالأذرية: Ayaz Mütəllibov)‏ (ولد 1938)            | 18 مايو 1990   | 6 مارس 1992    | 1 سنة و293 أيام | الحزب الشيوعي               | 1990 1991           |         |
| 1   | حرب قرة باغ الأولى؛ مجزرة خوجالي؛ الاستيلاء على شوشا؛ إسقاط ميل مي 8 الأذربيجانية عام 1991. اضطر لتقديم استقالته بعد ضغوط من الجبهة الشعبية الأذربيجانية. | أياز مطلبوف (بالأذرية: Ayaz Mütəllibov)‏ (ولد 1938)            |                |                |                 |                             |                     |         |
| -   | | يعقوب محمدوف (بالوكالة) (بالأذرية: Yaqub Məmmədov)‏ (ولد 1941) | 6 مارس 1992    | 14 مايو 1992   | 69 يوم          | مستقل                       | —                   | [ 22 ]  |
| -   | أطاح به تمرد مسلح بقيادة الجبهة الشعبية الأذربيجانية. | يعقوب محمدوف (بالوكالة) (بالأذرية: Yaqub Məmmədov)‏ (ولد 1941) |                |                |                 |                             |                     | [ 22 ]  |
| (1) | | أياز مطلبوف (بالأذرية: Ayaz Mütəllibov)‏ (ولد 1938)            | 14 مايو 1992   | 18 مايو 1992   | 4 أيام          | مستقل                       | —                   |         |
| (1) | أُقيل من منصبه بعد توليه السلطة من قبل الجبهة الشعبية الأذربيجانية. | أياز مطلبوف (بالأذرية: Ayaz Mütəllibov)‏ (ولد 1938)            |                |                |                 |                             |                     |         |
| -   | | عيسى قمبر (بالوكالة) (بالأذرية: İsa Qəmbər)‏ (ولد 1957)        | 18 مايو 1992   | 17 يونيو 1992  | 30 يوم          | الجبهة الشعبية الأذربيجانية | —                   | [ 23 ]  |
| -   | تولى مهام الرئاسة المؤقتة حتى الانتخابات الوطنية في عام 1992. | عيسى قمبر (بالوكالة) (بالأذرية: İsa Qəmbər)‏ (ولد 1957)        |                |                |                 |                             |                     | [ 23 ]  |
| 2   | | أبو الفضل إلجي بيك (بالأذرية: Əbülfəz Elçibəy)‏ (1938–2000)    | 17 يونيو 1992  | 24 يونيو 1993  | 1 سنة           | الجبهة الشعبية الأذربيجانية | 1992                | [ 24 ]  |
| 2   | تداول عملة أذربيجان الوطنية؛ أجريت امتحانات الدخول إلى التعليم العالي والمهني بطريقة الاختبار لأول مرة؛ سُمح بإنشاء مؤسسات خاصة في مجال التعليم؛ استخدام الأبجدية اللاتينية؛ أسس سوكار؛ إعادة إنشاء القوات المسلحة الأذربيجانية؛ عملية جورانبوي. | أبو الفضل إلجي بيك (بالأذرية: Əbülfəz Elçibəy)‏ (1938–2000)    |                |                |                 |                             |                     | [ 24 ]  |
| -   | | حيدر علييف (بالأذرية: Heydər Əliyev)‏ (1923–2003)              | 24 يونيو 1993  | 10 أكتوبر 1993 | 108 يوم         | حزب أذربيجان الجديدة        | —                   |         |
| 3   | 10 أكتوبر 1993 | حيدر علييف (بالأذرية: Heydər Əliyev)‏ (1923–2003)              | 31 أكتوبر 2003 | 10 سنوات       | 1993 1998       | حزب أذربيجان الجديدة        | [ 25 ]              |         |
| 3   | أسس حزب أذربيجان الجديدة؛ عبادة شخصية حيدر علييف؛ خط أنابيب باكو-تبليسي-جيهان؛ خط أنابيب جنوب القوقاز؛ تفجيرات مترو باكو 1994. نجا منمحاولة الانقلاب عام 1995. | حيدر علييف (بالأذرية: Heydər Əliyev)‏ (1923–2003)              |                |                |                 |                             | [ 25 ]              |         |
| 4   | | إلهام علييف (بالأذرية: İlham Əliyev)‏ (ولد 1961)               | 31 أكتوبر 2003 | في المنصب      | 21 سنة          | حزب أذربيجان الجديدة        | 2003 2008 2013 2018 | [ 26 ]  |
| 4   | انتخبت أذربيجان عضوًا غير دائم في مجلس الأمن التابع للأمم المتحدة؛ أحبطت مؤامرة باكو الإرهابية 2007؛ إطلاق النار على أكاديمية النفط الحكومية الأذربيجانية؛ مناوشات ماردكيرت 2010؛ الاحتجاجات الأذربيجانية 2011؛ مسابقة الأغنية الأوروبية 2012؛ احتجاجات باكو 2013؛ الاشتباكات الأرمينية الأذربيجانية 2014؛ إسقاط مي 24 في ناغورني كاراباخ 2014؛ الألعاب الأوروبية 2015؛ الاشتباكات الأذربيجانية الأرمنية 2016؛ حلبة مدينة باكو ؛ ألعاب التضامن الإسلامي 2017؛ الاشتباكات الحدودية الأرمنية الأذربيجانية؛ حرب مرتفعات قرة باغ 2020. | إلهام علييف (بالأذرية: İlham Əliyev)‏ (ولد 1961)               |                |                |                 |                             |                     | [ 26 ]  |